# Dred Scott
Dred Scott (1799 – 1858) var en amerikansk slave, som lagde sag an mod sin ejer for at få sin frihed. Sagen startede i St. Louis, Missouri og endte i USA's Højesteret. Højesteret endte med at afvise sagen, og denne afgørelse, der havde nogle ret specielle begrundelser, betragtes som en af de medvirkende årsager til den amerikanske borgerkrig.

## Sagen
Sagen (Dred Scott v. Sandford), der i dag betragtes som en af de vigtigste amerikanske retssager fra det 19. århundrede, var baseret på det faktum, at mens Scott og hans kone var slaver, blev de bragt til blandt andet Illinois, hvor slaveri var forbudt. Da ejeren senere vendte tilbage til Missouri, hvorfra han oprindeligt kom, mente Scott, at han ikke længere skulle være slave.

### Dred Scott
Dred Scott var født i Virginia i 1799, hvor han tilhørte familien Blow. I 1830 flyttede familien Blow til St. Louis, og de tog deres slaver med. Kort tid efter fik familien imidlertid økonomiske problemer, og Dred Scott blev solgt til en militærlæge, Dr. John Emerson. På grund at sit job som læge for hæren, rejste Dr. Emerson ofte til blandt andet Illinois og Wisconsin, der i henhold til Missouri kompromiset fra 1820 var såkaldt fri territorier, altså områder, hvor slaveri var forbudt.
På nogle af disse rejser mødte henholdsvis Dr. Emerson sin kone, Irene Sandford og Dred Scott sin kone Harriet Robinson. I 1842 vendte Dr. Emerson tilbage til Missouri og han tog sine slaver med, både Dred og Harriet Scott. Dr. Emerson døde året efter. Irene Emersons bror, John Sandford blev eksekutor i boet, og det var mod ham, at Dred Scott anlagde sin sag i 1846.

### De første retssager
Sagen kom for i det, der nu kendes som "Det gamle domhus" i St. Louis i 1847. Scotts oprindelige ejere, familien Blow, hvis økonomi igen var kommet på fode, betalte for hans advokater. Scott tabte sagen, da han ikke kunne bevise, at han faktisk tilhørte Dr. Emerson, men da det blev konstateret, at der var givet andenhåndsoplysninger fra nogle af vidnerne, fik Scott bevilget en ny retssag. Tre år senere – i 1850, besluttede juryen, at Scott skulle frigives i henhold til en doktrin, der blev brugt i Missouri, der sagde "en gang fri, altid fri". Dr. Emersons enke appellerede til Missouris Højesteret, der to år senere ændrede beslutningen fra domstolen i St. Louis. Begrundelsen for at ændre dommen var, "at tiderne ikke længere var, som da den oprindelige kendelse blev afsagt to år tidligere." Familien Scott blev derfor "returneret" til deres ejere, som "løsøre".

### I USA's Højesteret
Scott fik nye advokater og anlagde endnu en gang sag an i St. Louis, men denne gang tabte han sagen. Så var det Scott's tur til at appellere til USA's Højesteret. I 1857, 11 år efter at Dred Scott havde anlagt sin første sag, kom så afgørelsen fra Højesteret. Sagen var afgjort med dommerstemmerne 7 mod og 2 for Scott. Højesteretspræsidenten, Roger B. Taney, afsagde en meget langt kendelse. 
Hovedkonklusionen var, at Dred Scott ikke havde nogen ret til frihed, fordi slaver var ejendom og ikke borgere, og derfor havde Scott slet ikke ret til at indbringe sagen for domstolene. Fordi slaver var privat ejendom, kunne retten ikke fratage nogen retten til at eje en slave, baseret på hvor ejeren boede. Som slave var Scott (altså som privat ejendom, ikke som person), beskyttet at det 5. forfatningstillæg (amendment), der siger at man ikke kan fratage en person hans ejendom uden omhyggelig behandling af sagen (og staten kan kun fratage en person ejendomsretten til dennes private ejendom til statslige formål, ikke private formål, som det ville være, hvis man frigav Dred Scott).

### Fra kendelsen
Specielt et par passager fra højesterets kendelse var årsag til stor diskussion, både i samtiden, men også i mange år efter den amerikanske borgerkrig – ja, den diskuteres faktisk endnu. Den første passage starter med at citere USA's Uafhængighedserklæring: 
"Vi anser disse sandheder for selvindlysende, at alle mennesker er skabt lige, og at de af deres Skaber har fået visse umistelige rettigheder, heriblandt retten til liv, frihed og stræben efter lykke. At for at sikre disse rettigheder er blandt mennesker oprettet regeringer, hvis retfærdige magt hviler på de styredes samtykke, og når som helst nogen regeringsform bliver ødelæggende for disse formål, er det folkets ret at ændre eller ophæve den og at indsætte en ny regering, baseret på sådanne grundsætninger og med magtbeføjelser organiseret på den måde, som efter dets opfattelse mest sandsynligt vil bringe dem sikkerhed og lykke." (Fra Wikisource)
Det specielle var imidlertid højesterets kommentarer til ovenstående:
"De generelle ord, der er citeret ovenfor, omfatter tilsyneladende hele den menneskelige familie, og hvis de blev brugt som et tilsvarende instrument i vore dage, ville de blive forstået sådan. Men det er for indlysende til at diskutere, at det ikke var meningen at den slavebundne afrikanske race skulle omfattes, og ikke udgjorde nogen del af det folk, der skabte og vedtog denne erklæring; for hvis sproget, som det blev forstået den gang, skulle have omfattet dem, ville opførslen hos de fremtrædende mænd, der skabte Uafhængighedserklæringen, have været fuldkommen og åbenlyst inkonsistent med de principper, de hævdede; og i stedet for den sympati hos menneskeheden, de tillidsfuldt appellerede til, ville de have fortjent og modtaget universel irettesættelse og fordømmelse."
Senere i dommen hedder det (om forholdet til forfatningen):
"Det er åbenlyst, at de (slaverne), end ikke var i skaberne af forfatningens tanker, da disse tildelte specielle rettigheder og privilegier for borgerne i en stat i enhver del af Unionen.
Sandelig, når vi ser på denne races betingelser i adskillige stater på det tidspunkt (hvor forfatningen blev skrevet), er det umuligt at tro, at det var meningen, at disse rettigheder og privilegier også skulle omfatte dem (slaverne)."
Parenteserne er tilføjet for forståelsens skyld. Ovenstående to citater er fra: U.S. Supreme Court – Dred Scott v. Sandford, 60 U.S. 393 (1856). Og der findes flere andre steder i dommen, hvoraf det fremgår, at Højesteret simpelthen ikke anser slaverne for at være borgere i USA, og at de derfor ingen rettigheder har.

## Afslutning
Da sagen var afsluttet blev Scott tilbagegivet til sin oprindelige ejer, familien Blow. Familien gav ham hans frihed, men han døde et halvt år senere i 1858. 
Dred Scott er begravet på Calvary Cemetery i St. Louis.

## Andre sager fra perioden
- State vs. Tom Dula (North Carolina, 1867): Sagen handlede om mordet på Laura Foster. Anklaget var Thomas C. Dula, bedre kendt som Tom Dooley.
- Minor vs. Happersett (Missouri,1872: Sagen handlede om Virginia Louisa Minors ret til at stemme.